# Bitka pri Fort St. George
Bitka pri Fort St. George (ali Fort George) je bila vrhunec napadalne ekspedicije kontinentalne vojske, ki jo je vodil Benjamin Tallmadge proti utrjeni lojalistični postojanki in skladišču v Manor St. George na južni obali Long Islanda 23. novembra 1780, med ameriško revolucionarno vojno. Tallmadgeov napad je bil uspešen; garnizija je bila presenečena, zajetih pa je bilo veliko zalog in ujetnikov.

## Napad
Lojalistični begunci iz Rhode Islanda so bili preseljeni na Long Island, potem ko so Britanci leta 1779 umaknili svoje sile iz Newporta, Rhode Island. Nekateri od teh so se naselili v Manor St. George na jugovzhodnem delu otoka (v današnjem Shirleyju, New York). Utrdili so posest, postavili so palisado, visoko 3,6 metra, v približno trikotni obliki okoli dvorca. Palisada je bila obložena z abatisom (drevesne veje z naostrenimi konicami, obrnjenimi navzven) in globokim jarkom.
Major Benjamin Tallmadge je vodil silo približno 80 mož (iz svojih 2. kontinentalnih lahkih dragoncev), ki so 21. novembra 1780 prečkali Long Island Sound v kitolovkah iz Fairfielda, Connecticut, in pristali v današnjem Mt. Sinaiju, New York. Pustil je stražo 20 mož pri čolnih, preostali možje pa so tisti večer začeli marširati čez Long Island, vendar jih je slabo vreme prisililo, da so se vrnili k čolnom. Ko se je vreme izboljšalo, je Tallmadge ponovno odšel zvečer 22., prispel blizu posesti pred zoro 23.
Tallmadge je svojim možem ukazal, naj pustijo svoje muškete nenaložene in z nameščenimi bajoneti, svojo silo je razdelil na tri dele, pri čemer je vsaka enota napadla eno od strani palisade. Tallmadgeova skupina ni bila opažena v zgodnji jutranji svetlobi, dokler ni bila oddaljena 36 metrov od palisade in stražar je izstrelil svoje orožje, da bi sprožil alarm. Na tej točki so Tallmadgeovi možje pohiteli proti palisadi. Tallmadgeova enota se je prebila skozi palisado, medtem ko sta drugi dve enoti preplezali zid. Po Tallmadgeovem poročilu je bilo presenečenje zadostno: glavna hiša je bila obkoljena in se je predala "v manj kot desetih minutah". Vendar pa je nekaterim lojalističnim garnizijam uspelo doseči utrjeno hišo, ki je bila del palisade. Ti možje so se predali po kratkem streljanju.

## Posledice
Tallmadgeova sila je uničila zaloge in zajela ne le oborožene branilce, ampak tudi številne neborce. Te so nato odpeljali čez otok in jih s Tallmadgeovimi čolni prepeljali v Fairfield. Tallmadge je poročal, da je bil ranjen le eden od njegovih mož. Od sovražnikov je trdil, da jih je bilo sedem ubitih in 54 ranjenih.
V bitki je sodeloval narednik Elijah Churchill, ki je prejel prvo značko za vojaške zasluge, predhodnico škrlatnega srca.
Pot, ki jo je Tallmadge uporabil za prečkanje otoka, je zdaj znana kot Tallmadge Trail. Posestvo Smith Estate in njegovo 51 hektarjev veliko zemljišče sta zdaj muzej in javni park, ki ga upravlja občina Brookhaven, New York.

## Popularna kultura
Ta bitka je prikazana v 4. sezoni, 1. epizodi vohunske triler serije o revolucionarni vojni, AMC-jevi Turn: Washington's Spies.